# Супич (река)
Супич (в верховьях Большая Пальничная) — река в Добрянском и Чусовском  городских округах Пермского края, приток Усьвы. Впадает в Усьву справа в 42 км от её устья. Длина реки 50 км. 
Река начинается на территории Добрянского городского округа под названием Большая Пальничная. Принимает ряд притоков, в том числе два левых притока: Малую Пальничную и Супич, после слияния с которым вся река получает название Супич. Ниже места слияния в Супич впадает справа ещё один приток под названием Малая Пальничная. 
Основные притоки Супича: Полуденка (длина 14 км, впадает справа в 30 км от устья) и ручей Каменный (длина 11 км, впадает справа в 32 км от устья).

## Данные водного реестра
По данным государственного водного реестра России, река относится к Камскому бассейновому округу, бассейн реки Кама, подбассейн — Кама до Куйбышевского водохранилища (без бассейнов рек Белой и Вятки), водохозяйственный участок реки — Чусовая от в/п пгт. Кын до устья. Код объекта в государственном водном реестре — 10010100712111100011559.